# Moussa Badoulaye Traoré
Pour les articles homonymes, voir Traoré et Moussa Traoré (homonymie).
Moussa Badoulaye Traoré est un homme politique malien, né le 11 novembre 1947 à Bamako et mort le 6 juin 2007.

## Biographie
Natif du quartier Niaréla à Bamako, Moussa Badoulaye Traoré fait des études supérieures à Dakar (Sénégal) et en France.
Opposant au régime militaire de Moussa Traoré, il adhère à la section française de l’Alliance pour la démocratie au Mali (Adéma). Il rentre au Mali après la chute du régime de Moussa Traoré.
En 1998, il est élu maire de la Commune II de Bamako puis en 2003 maire du district de Bamako. Militant au sein de l’Adéma-PASJ, il soutient la candidature du président sortant Amadou Toumani Touré à l'élection présidentielle de 2007.

## Sources
- Jeune Afrique du 11 juin 2006.